# Phyllomimus reticulosus
Phyllomimus reticulosus är en insektsart som beskrevs av Carl Stål 1877. Phyllomimus reticulosus ingår i släktet Phyllomimus och familjen vårtbitare. Inga underarter finns listade i Catalogue of Life.